# Periyanaicken-palayam
Periyanaicken-palayam es una ciudad y nagar Panchayat situada en el distrito de Coimbatore en el estado de Tamil Nadu (India). Su población es de 25930 habitantes (2011). Se encuentra a 13 km de Coimbatore.

## Demografía
Según el censo de 2011 la población de Periyanaicken-palayam era de 25930 habitantes, de los cuales 13010 eran hombres y 12920  eran mujeres. Periyanaicken-palayamtiene una tasa media de alfabetización del 89,03%, superior a la media estatal del 80,09%: la alfabetización masculina es del 93,86%, y la alfabetización femenina del 84,22%.